# Kastilie a León
Kastilie a León (někdy též Kastilie-León, španělsky Castilla y León), je největší ze 17 autonomních společenství Španělska. Rozkládá se v severní polovině španělského vnitrozemí východně od portugalských hranic. Region vznikl jako správní celek spojením dvou historických celků: Leónu s většinou území Staré Kastilie. Metropolí regionu je Valladolid.
Administrativně se společenství člení na 9 provincií: Ávila, Burgos, León, Palencia, Salamanca, Segovia, Soria, Valladolid, Zamora.

## Symboly

### Vlajka
Vlajka Kastilie a Leónu je tvořena čtvrceným listem o poměru stran 76 : 99, kde první a čtvrté pole je červené se žlutým hradem se třemi věžemi, druhé a třetí je bílé s purpurovým lvem s červenou zbrojí a žlutou korunou.

### Znak
Znak Kastilie a Leónu je tvořen čtvrceným štítem kde první a čtvrté pole je červené se zlatým hradem se třemi věžemi, druhé a třetí je stříbrné s purpurovým lvem s červenou zbrojí a zlatou korunou.

## Geografie
Na západě region hraničí s Portugalskem, na jihu s autonomními společenstvími Extremadurou, Madridem a Kastilie – La Mancha; na východě s autonomním společenstvím Aragonií; na severovýchodě s autonomním společenstvím La Rioja a Baskickem; na severu s autonomními společenstvími Kantábrií a Asturií; na severozápadě s autonomním společenstvím Galicií.
Region má do značné míry přirozené hranice. Na jeho hranicích se rozkládá řada pohoří jako je například Kastilské pohoří (Cordillera Central), Kantaberské pohoří nebo Iberské pohoří. V provincii León se nachází Leónské pohoří (Montes de León). Centrální část vyplňuje náhorní plošina s průměrnou nadmořskou výškou 800 m. Regionem protéká také řada řek, z nichž nejdůležitější je Duero, která zde tvoří i část hranice s Portugalskem.

## Města
| Pořadí | Město                          | Obyvatelstvo |
| ------ | ------------------------------ | ------------ |
| 1.     | Valladolid                     | 319 943      |
| 2.     | Burgos                         | 173 676      |
| 3.     | Salamanca                      | 159 754      |
| 4.     | León                           | 136 985      |
| 5.     | Palencia                       | 82 263       |
| 6.     | Ponferrada (León)              | 66 656       |
| 7.     | Zamora                         | 66 135       |
| 8.     | Segovia                        | 55 476       |
| 9.     | Ávila                          | 53 272       |
| 10.    | Miranda de Ebro (Burgos)       | 38 286       |
| 11.    | Soria                          | 38 004       |
| 12.    | Aranda de Duero (Burgos)       | 31 545       |
| 13.    | San Andrés del Rabanedo (León) | 28 413       |
| 14.    | Laguna de Duero (Valladolid)   | 21 018       |
| 15.    | Medina del Campo (Valladolid)  | 20 767       |